# Kedu (Buay Madang Timur)
Kedu is een bestuurslaag in het regentschap Ogan Komering Ulu van de provincie Zuid-Sumatra, Indonesië. Kedu telt 1132 inwoners (volkstelling 2010).